# Anlaß zu lieben
Anlaß zu lieben (OT: Occasion for Loving) ist der Titel eines 1963 publizierten Romans der südafrikanischen Schriftstellerin und Nobelpreisträgerin Nadine Gordimer. Erzählt wird die Liebesgeschichte einer weißen Frau und eines schwarzen Mannes in den 1960er Jahren zur Zeit der Apartheid in Südafrika. Die deutsche Übersetzung von Margaret Carroux erschien 1983.

## Überblick
Die Romanhandlung entwickelt sich während eines einjährigen Aufenthalts des seit 10 Jahren in England lebenden Musikwissenschaftlers Boaz Davis und seiner jungen Frau Ann im Haus des südafrikanischen Historikers Tom Stilwell und seiner Frau Jessie in Johannesburg. Jessie, aus deren Perspektive die meisten Ereignisse beschrieben werden, beobachtet, wie zwischen Ann und dem schwarzen Maler Gideon eine Romanze entsteht, sie fühlt sich in die abenteuerliche Situation hinein und reflektiert, im Zusammenhang mit einer eigenen Ortsbestimmung, die Schwierigkeiten und die Perspektivlosigkeit einer solchen Liebesbeziehung in einem feindlichen politischen Umfeld.
- Teil 1 (Kap. 1–6) stellt die Familie Stilwell mit ihren vier Kindern vor und handelt von der Ankunft der Davis im September und den ersten gemeinsamen Ausflügen in die Townships.
- Teil 2 (Kap. 7–13) zeigt aus den Perspektiven Anns und Gideons die Entwicklung ihrer gesetzlich verbotenen Beziehung.
- Teil 3 (Kap. 14–19) erzählt von dem Aufenthalt der beiden bei Jessie und den Kindern an der Küste Natals und ihrem zunehmenden Problembewusstsein für ihre Verbindung.
- In Teil 4 (Kap. 20–22) wird die Liebesbeziehung beendet, und die Protagonisten kehren in ihr altes Leben zurück.

Der Romantitel ist einem der drei Zitate entnommen, die dem Roman vorangestellt sind: „Wir sind alle in dem Maße Menschen geworden, in dem wir Menschen geliebt haben und Anlass zu lieben hatten“ (Boris Pasternak). Die beiden anderen Mottos thematisieren das Politische (Thomas Mann) und die drei Übel „Knechtschaft, Falschheit und Terror“ (Albert Camus).

## Handlung

### Jessie Stilwell
Tom Stilwell, Dozent für Geschichte an der Universität Johannesburg, hat seinem ca. 30-jährigen Freund, dem Musikwissenschaftler Boaz Davis angeboten, während seines Forschungsauftrags in Südafrika in seinem Haus zu wohnen. Zehn Jahre lang lebte er in England, ist seit drei Jahren verheiratet und kehrt nun mit seiner acht Jahre jüngeren Frau Ann in seine Heimat zurück. Sie wurde in Rhodesien geboren und ist in England aufgewachsen.
Jessie Stilwell stimmt anfangs nur widerwillig dem Vorschlag ihres Mannes zu. Sie steht mit ihren 39 Jahren in der Mitte ihres Lebens und hat gelegentlich das Gefühl der Erstarrung in der Alltagsroutine und das Bedürfnis nach mehr persönlicher Freiheit. Einerseits ist die jetzige Phase in ihrem Leben ihre bisher wichtigste: die achtjährige Ehe mit dem etwas jüngeren Tom und ihren drei Töchtern Clemence (Clem), Madge und Elisabeth. Andererseits tauchen gelegentlich alte „Ruinenreste“ aus ihrem Vorleben auf, die sie nicht verarbeitet hat und die sie für ihre Unzufriedenheit mitverantwortlich macht: Ihr Vater Charles Tibbett starb, als sie noch ein kleines Kind war, ihre Mutter heiratete nach drei Jahren den Kollegen und Freund ihres Mannes Bruno Fuecht. Offenbar war diese Beziehung belastet und die Mutter suchte in der Tochter einen Liebesersatz und band sie eng an sich. Sie nahm eine scheinbare Herzkrankheit ihrer Tochter zum Anlass, um sie nicht zur Schule schicken zu müssen, und hielt sie vom Sport und anderen Veranstaltungen mit Gleichaltrigen fern (Kap. 5). Jessie passte sich dem konservativen Lebensstil ihrer Eltern an (Kap. 3) und verließ deren Haus erst, als sie heiratete. Im Rückblick fühlt sie sich um die Erfahrungen der Jugendzeit zwischen 15 und 20 betrogen. Auf ihre kurze Kriegsehe folgte das Leben als alleinerziehende Mutter mit ihrem Sohn Morgan, bis sie Tom kennenlernte. Zurzeit ist der 15-jährige Sohn in einem Internat untergebracht, zieht sich während seiner Besuche in den Ferien von der Familie zurück und beschäftigt sich mit seinen Hobbys. Jessie findet keinen Zugang zu ihm und hat deshalb Schuldgefühle, während Tom viel gelassener und verständnisvoll reagiert und ihre Sorgen um den pubertierenden Sohn als übertrieben bewertet, z. B. als dieser mit einem Freund eine zwielichtige Tanzbar besucht (Kap. 4). Bei seinem letzten Gespräch mit seinem Schwiegervater (Kap. 6), kurz bevor dieser allein nach Europa reist und in Rom stirbt, ist Tom über dessen Andeutungen über Charles Tibbett verwundert und er spekuliert darüber, ob Fuecht der Vater Jessies ist.
In den ersten beiden Kapiteln wird Jessies anfangs ablehnende Haltung, Gäste aufzunehmen, im Zusammenhang mit ihrer persönlichen Situation erklärt. Sie hat sich in der Familie und in Halbtagsjobs, z. Zt. als Sekretärin eines Verbands afrikanischer Musiker, eingerichtet und ihr wird die Routine der Abläufe bewusst. Sie möchte gern neue Dinge finden, die sie noch nicht kennt. Ihren Job verlängert sie deshalb nicht, eine Beschäftigung als Sekretärin eines Kollegen Toms lehnt sie ab, schließlich nimmt sie die Stelle als Halbsekretärin in einem Privatsanatorium an, kündigt diese aber bald wieder. Die 39-Jährige spürt Defizite in ihrem bisherigen Freiheitsbereich und will eigentlich keine neuen „Beobachter“ im Haus haben. Sie möchte lieber „im Geheimen leben“ und die Option der Entwicklung und Veränderung haben. Doch gerade die Begegnung mit Ann Davis zwingt sie zu Reflexionen über ihr Leben und die Situation der schwarzen Menschen im Staat.

### Die liberale kulturelle Szene in Johannesburg
Die Stilwells gehören zur intellektuell-kulturellen liberalen Szene, die sich im Privaten nicht an die Vorschriften der Apartheid hält und versucht, ihre schwarzen Freunde in die für sie verbotenen weißen Nachtclubs einzuschleusen (Kap. 10). Tom schreibt an der Geschichte Schwarz-Afrikas, Jessie organisiert Veranstaltungen für afrikanische Musiker. Beide haben schwarze Künstler und Intellektuelle als Freunde und laden sie in ihr Haus ein oder treffen sie im Lunchlokal „Lucky Star“. Zu Weihnachten gehen sie mit den Davis in eine Kirche in einer der Townships und nicht in die Kirche in ihrem Vorort und sehen verwundert, dass sich ihre bewusst einfach gekleideten Mädchen von den herausgeputzten schwarzen Kindern unterscheiden (Kap. 3). Da Boaz Davis einen Forschungsauftrag hat, alte afrikanische Musik zu dokumentieren, führen die Stilwells ihn und seine Frau zu einer Vorführung traditioneller afrikanischer Tänze durch Grubenarbeiter (Kap. 2). Aber diese Tänze sind für Boaz nicht mehr ursprünglich, sondern bereits folkloristisch-touristisch überprägt. Er unternimmt Exkursionen nach Ost- und Nord-Transvaal und plant eine Moçambique-Reise, um Tonbandaufzeichnungen von alter afrikanischer Musik zu machen und originale Musikinstrumente zu sammeln, bevor sie in Vergessenheit geraten (Kap. 11).

### Ann Davis
Ann hat in ihrer spontanen Neugier zuerst Interesse an der Feldforschung ihres Mannes. Dann ermüdet sie die Detailarbeit des Protokollierens. Deshalb bleibt sie lieber in Johannesburg, begleitet Jessie bei ihrer Arbeit, hilft ihr bei der Organisation eines Musikerwettbewerbs und verkauft Programme. Durch Jessies Mitarbeiter Len Mafolo wird sie in die schwarz-weiße Künstlerszene eingeführt und findet dort als attraktive mädchenhafte Frau ohne Vorurteile im persönlichen Bereich schnell Kontakte. Mafolo ist Sekretär im Institut für Rassenbeziehungen, und Ann regt ihn zu einer Wanderausstellung afrikanischer Gemälde und Skulpturen an. In einem Caravan reisen sie durchs Land und zeigen die Kunstwerke in afrikanischen, indischen und Mischlingsschulen. Hier trifft sie den schwarzen Lehrer Gideon Shibalo, der selbst in ihrer Ausstellung mit zwei Bildern vertreten ist, aber seine Malerei aufgegeben hat und sich von seinen Werken distanziert (Kap. 7).

### Gideon Shibalo
Gideon ist ein Wanderer zwischen der weißen (Kap. 11, 12, Teil 3) und der schwarzen Welt (Kap. 9, 13) und, wie Ann, unangepasst und spontan auf der Suche nach seinem Weg. Zurzeit arbeitet er als Lehrer, um sein Leben zu finanzieren. Als er noch malte, wurde ihm ein Stipendium in Italien angeboten. Weil er jedoch für die politische Arbeit im African National Congress (ANC) engagiert war, verweigerten ihm die Behörden einen Pass, und er konnte das Stipendium nicht annehmen. Da Gideon von seiner mit ihrem Sohn in Bloemfontein lebenden Frau getrennt lebt (Kap 13), ist er offen für wechselnde Beziehungen mit schwarzen und weißen Frauen. Ebenso wechselt er ständig zwischen den Townships und der Wohnung eines Freundes in einem Weißenviertel, in dem er Unterschlupf gefunden hat, obwohl dies verboten ist. Mit den Stilwells diskutiert er über afrikanische und europäische Musik und die Folgen des Kolonialismus für die Schwarzen. Er ist Mitglied des ANC und tritt seinen radikalen (PAC) Freunden gegenüber für gewaltlose Kampfmethoden ein, z. B. Streiks (Kap. 9, 13) oder die Kampagne rhodesischer Schwarzer, als Akt der Verweigerung keine Schuhe zu tragen, weil dies der Sitte der Weißen widerspricht (Kap. 12).

### Liebesbeziehung Anns und Gideons
Während Boaz’ Forschungsreise in Transvaal entwickelt sich zwischen Ann und Gideon eine sexuelle Beziehung. Nach der Rückkehr ihres Mannes in den Osterferien erwähnt Anne ihre Situation und erklärt: „So etwas passiert eben. Ehe man es richtig merkt…“ (Kap. 10). Boaz reagiert tolerant gelassen, wie einem Kind gegenüber, dem ein Missgeschick unterlaufen ist, und versucht den Grund und die Dimension der Affäre herauszufinden, worauf sie nicht eingeht. Offenbar ist er derselben Meinung wie Jessie, dass man einen Menschen nicht als seinen Besitz ansehen kann. Später, als Boaz seine Reise nach Moçambique plant, bittet er Jessie, Ann weiterhin bei sich wohnen zu lassen, denn er will sie nicht zwingen, „über irgendetwas“ zu entscheiden (Kap. 12). Doch nach einem Gespräch über die Barfußaktion der Rhodesier (Kap. 12) verliert der angetrunkene Boaz seine Gelassenheit und beschimpft Gideon als „schwarze[n] Scheißer“.
Die Stilwells rechnen, nach Boaz’ äußerlich ruhiger Reaktion, mit einem „zivilisierten Verlauf“ der Affäre: Katharsis und Versöhnung oder Arrangement mit Dreiecksgesprächen. Ann strebt die zweite Lösung an. Sie setzt die Beziehung zu Gideon fort und bringt zugleich die beiden Männer im Stilwellhaus zu einem Gespräch über Boaz’ Tonbandaufnahmen von Zulu-Musikanten zusammen. Daraus entwickelt sich eine Diskussion über Gideons These vom Bruch eines Schwarzen mit der afrikanischen Tradition, wenn er sich mit weißer Musik beschäftige. Tom und Jessie entgegnen, die Völker überlebten Brüche in der Tradition, die zudem meist nicht von außen, sondern von innen kämen, und geben damit den Schwarzen indirekt die Schuld an der Aufgabe ihres Brauchtums. Ann sieht den Geliebten in diesem Gespräch zum ersten Mal als schwarzen Mann in der Defensive und fühlt eine Sehnsucht nach unbedingter Liebe und gesellschaftlicher Ungebundenheit mit ihm (Kap. 11).
Ann entscheidet sich gegen die Begleitung ihres Mannes nach Moçambique und verschwindet mit Gideon, ohne Tom und Boaz zu informieren. Es ist eine Flucht ins Ungewisse. Sie wollen alles hinter sich lassen, auch Boaz’ Geduld und Stilwells Toleranz. Ohne Verpflichtungen nur auf sich konzentriert, fahren sie mit Anns Wagen nach Nord-Transvaal. Aber ihre ungelösten Probleme begleiten sie: Flucht nach Rhodesien oder Europa, Perspektiven und Finanzierung eines Zusammenlebens im Ausland, Gideons Arbeit für den ANC. Auf der Reise (Kap. 17) erlebt Ann, dass ihre Beziehung auf dem Land noch stärker eingeschränkt ist als in der Anonymität der Stadt. An Tankstellen und in einer Reparaturwerkstatt wird Gideon als ihr Boy und Fahrer betrachtet und entsprechend behandelt. Im Hotel darf er nicht übernachten.
Einen Unterschlupf finden sie bei einem Freund und politischen Mitstreiter, dem Lehrer James Mapulane. Ann genießt die Gastfreundschaft der Schwarzen und ihre ursprüngliche einfache Lebensart, aber sie können nicht lange bleiben, denn Mapulane hat Angst vor den Eingeborenenkommissaren, die ihn überwachen. Gideon versucht nun vergeblich bei einem anderen Freund in Maseru im Basutoland unterzukommen. Als die beiden nicht mehr weiter wissen und ihr Geld knapp wird, schlägt Ann vor, Jessie aufzusuchen. Diese macht, während Tom seinen Vater besucht, mit den drei Mädchen Ferien an der Küste Natals (Kap. 14). In Isendhla hat Jessies kürzlich gestorbener Stiefvater ein Cottage am Meer hinterlassen, das gerade nicht vermietet ist und ihr von ihrer Mutter für den Urlaub angeboten wurde.
In ihrer unbekümmerten Art taucht Ann plötzlich bei Jessie am Strand auf und quartiert sich mit Gideon ein. Jessie fühlt sich überrumpelt. Sie hat Bedenken wegen des Zusammenlebens mit dem Liebespaar in einem Haus und hat Angst vor der Überwachung durch ihren Boy und die Nachbarn (Kap. 15), doch nach telefonischer Rücksprache mit Tom, der erleichtert ist über eine Nachricht vom Verbleib der Verschollenen, nimmt sie die beiden auf. (Kap. 16). Äußerlich wirkt alles harmonisch; Gideon und Ann können am Strand spazieren gehen, mit den Kindern spielen und ihre Beziehung weiterführen. Innerlich ist Jessie jedoch angespannt. Sie fühlt sich in Anns Affäre hineingezogen, reflektiert ihre Situation und spricht mit Gideon über die Problematik (Kap.18). Er fragt sich, ob Boaz’ nachsichtige Reaktion mit Ann und ihm insofern vom schwarz-weiß-Unterschied beeinflusst ist, als dieser nicht rassistisch auftreten will. Jessie fühlt, wie zuvor in Diskussionen mit Tom, ihren Zwiespalt zwischen dem Bekenntnis für persönliche Menschenrechte und der Anpassung an die politische Situation, was zu unbefriedigenden Kompromissen führt. Sie gesteht sich auch ihren Neid und ihre Eifersucht auf Anns freizügigen Umgang mit ihrer riskanten, ungesetzlichen Liebesbeziehung ein und erinnert sich an ihre Kindheit, als man die schwarzen Jungen von den weißen Mädchen ferngehalten hat und durch den Reiz des Verbots die Frauen von einem attraktiven schwarzen Geliebten träumten.
Die Nachricht von der Ankunft Frau Fuechts in Isendhla ist der Auslöser für die Rückkehr nach Johannesburg. Vor der Abreise erfährt Jessie von einer Bürgerinitiative, die den Badestrand für Weiße und Schwarze unterteilen will. Zugleich beschwert sich der Makler bei Jessies Mutter über die Gäste ihres Ferienhauses, die einen Schwarzen beherbergten und sich mit ihm in Badekleidung am Strand aufhielten (Kap. 19).

### Rückkehr ins alte Leben
Nach der Rückreise nach Johannesburg (Kap. 20) planen Gideon und Ann die Flucht ins Ausland (Rhodesien, Europa), aber sie haben kein Geld. So sprechen sie mit Boaz über ihre Situation und einigen sich auf eine Trennung.
Jessie überdenkt nach dem Ende der Affäre ihre Position im Schwarz-Weiß-Konflikt Südafrikas: Während Gideon auf sie im Land verwurzelt wirkt, sind der Historiker Tom, der Musikwissenschaftler Boaz und sie mit ihren Gelegenheitsjobs Fremdkörper, und so erklärt sie sich die Faszination Gideons auf Ann. Aber diese hat erfahren, dass sie nicht wie eine schwarze Frau in einer Township leben und sich selbständig ernähren könnte, und sucht nach irgendeiner Auflösung der Situation, vielleicht, wie Jessie eine Äußerung am Strand interpretiert, durch Gideons Tod im Meer. Jessie resümiert Tom gegenüber: „Wir ignorieren Schwarz und Weiß, und deshalb glauben wir alle, wir verhalten uns gegenüber jedem farbigen Gesicht anständig. Aber wie kann das je sein, solange die Möglichkeit besteht, dass man sich wieder in sein dreckiges, verdammtes Weißsein zurückziehen kann? […] Sieh dir Boaz an – er hat solche Angst, Gideons Haut auszunutzen, dass er sie zu guter Letzt doch ausnutzt, weil er sich weigert, ihn so zu behandeln wie jeden anderen Mann. […] wie kannst du sicher sein, solange ihr Leben von einer Reihe von Umständen bestimmt wird und unser Leben von ganz anderen?“ (Kap. 20) Tom und Jessie sehen ein, dass sie sich in einer liberalen Scheinwelt mit privaten Begegnungen von Schwarzen und Weißen und ihrer eigenen Rückzugsmöglichkeit aus dem Konflikt eingerichtet haben. Tom ist z. B. wie die meisten seiner Kollegen dagegen, dass ein Mensch wegen seiner Hautfarbe keinen Zugang zu seiner Universität erhält, aber er muss sich mit dem Gesetz abfinden und weiß von dem „seltsamen Gemenge von Nützlichkeit, Vergeudung, Inspiration und Disziplin, das eine Institution ausmacht, und von dem Gefühl, all das verschiebe sich und schwanke unter den Füßen“ (Kap. 5). Für Gideon gibt es diese Trennung von Idee und Kompromiss nicht. Für seine Gleichberechtigung bedürfte es eines politischen Umsturzes.
Beim letzten Treffen Gideons, Anns und Jessies in ihrem Haus nimmt Gideon anstelle Anns zum Abschied Jessie in die Arme, drückt sie an sich, küsst sie und sagt: „Wann kommst du nach Tanganjika? Oder wird’s London sein?“ (Kap. 20). Jessie fasst dies als Abschied und Zeichen der Trennung auf. Während die Stilwells zu ihrem alten Leben zurückkehren (Kap. 21) und die Davis auf der Suche nach einer neuen Gemeinsamkeit durch Europa vagabundieren, rutscht Gideon ab, gibt seinen Job auf und trinkt viel. Auf einer Party der liberalen „Stadt-in-der-Stadt“-Szene mit modisch gekleideten weißen und schwarzen Gästen spricht Jessie ihn an und er sagt zu ihr im alkoholisierten Zustand: „Weiße Nutte, hau ab“. Später kann er sich nicht mehr an diese Begegnung erinnern und ihre weiterhin freundlichen Begrüßungen verbergen ihr fehlendes Gefühl eines gemeinsamen Lebens. (Kap. 22).

## Form
Die Handlung erstreckt sich über ein Jahr und wird im Wesentlichen chronologisch entwickelt und in personaler Form aus verschiedenen Perspektiven, v. a. aus der Jessies, vorgetragen. Eingeschoben sind Erklärungen der Erzählerin über die Biographie der Protagonisten und die politische Situation.

## Politischer Hintergrund
Gordimers Roman spielt zu Beginn der 1960er Jahre, als die Segregationsprozesse das gesamte gesellschaftliche Leben bestimmten und sich die Protestmethoden dagegen verstärkten.
Seit ihrer Gründung 1910 stand die Südafrikanische Union, die 1960 in „Republik Südafrika“ umbenannt wurde, unter Kontrolle der Weißen. Ihre Politik der Rassentrennung verstärkte sich im Lauf des 20. Jhs. schrittweise. Bis 1994 hatten Schwarze, „Farbige“ und Asiaten kein Wahlrecht. Einerseits brauchte man die Schwarzen als Arbeitskräfte, andererseits versuchte man die Kontakte und die Vermischung mit den Weißen durch getrennte Wohnbereiche für die verschiedenen Rassen und durch Einschränkung der Bewegungsfreiheit zu behindern. Seit Ende des Zweiten Weltkriegs wurde die Einrichtung von Townships am Rand der Städte als Wohnorte für die Wanderarbeiter aus den Reservaten vorangetrieben. In den 1960er Jahren begann die Zusammenlegung verschiedener Reservate in unabhängige, sich selbst verwaltende „Homelands“
Diese Situation und die Diskussionen darüber hat die Autorin in ihrem Roman verarbeitet. Ihre Protagonisten sind durch die räumliche Trennung der schwarzen und weißen Bevölkerung in ihrem Handeln eingeschränkt. Gideon darf z. B. nicht mit seinen weißen Freunden eine Bar in der Stadt betreten (Kap. 10). Während der Fahrt durch das Land muss er die Rolle von Anns Boy spielen (Kap. 17). Anns und Gideons gemeinsame Wanderungen in Badekleidung am Strand führen zu Beschwerden und dem Aufstellen von Warntafeln (Kap. 19). Ständig lauert die Gefahr der Überwachung und Anzeige, z. B. beim Lehrer in Transvaal (Kap. 17). Tom und Boaz sind deshalb so beunruhigt über die Reise der beiden durchs Land und fürchten deren Verhaftung. Der größte Gesetzesverstoß ist ihr sexueller Kontakt. Da sie wegen eines Verbots von Mischehen nicht heiraten und eine Wohnung mieten können, bleibt ihnen nur die Flucht ins Ausland. Die Diskussion an Toms Universität über die Nichtzulassung schwarzer Studenten (Kap. 5) und die Wanderausstellung an Schulen für nicht-weiße Kinder (Kap. 7) spiegeln die unterschiedliche Ausbildung nach der Rassenzugehörigkeit. Nach dem Gesetz Bantu Education Act von 1953 erreichten nur wenige nichtweiße Personen die für eine Hochschulausbildung erforderlichen Voraussetzungen. Die große, wenig gebildete Bevölkerungsschicht musste als Niedriglohnkräfte im Dienstleistungssektor, auf den Farmen, in den Bergwerken oder Fabriken arbeiten.
Gegen Apartheidpolitik gab es seit den 1950er Jahren zunehmenden Widerstand: 1959 spaltete sich die Organisation der Schwarzen. Während der ANC mit friedlichen Mitteln demonstrierte und ein alle Gruppen umfassendes Gesellschaftsmodell verfolgte, lehnte der radikale Pan Africanist Congress (PAC) jegliche Zusammenarbeit mit den Weißen ab. Gideon steht in diesem Spannungsfeld: mit seinen radikalen Genossen diskutiert er die Kampfmethoden, mit den weißen Freunden den Zwang zur Übernahme der Kultur der Weißen (Kap, 9, 11, 12, 13).

## Autobiographische Bezüge

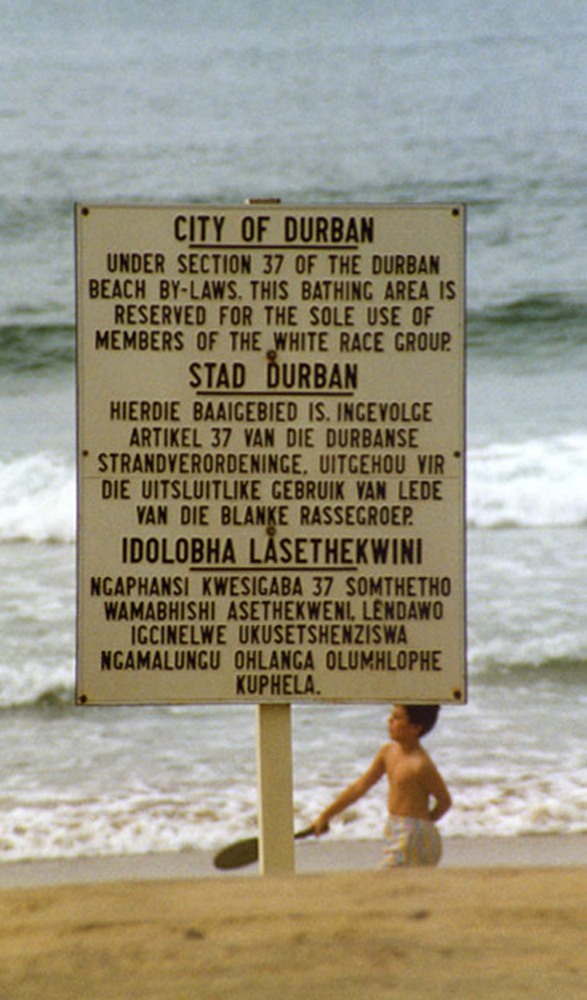
Getrennte Strandabschnitte für Weiße und Schwarze in Südafrika

Der dritte Roman der damals vierzigjährigen Autorin zeigt deutlich autobiographische Bezüge (Kap. 3, 5, 6). Wie ihre weiße Protagonistin Jessie hat Gordimer europäische Vorfahren. Sie verbrachte ihre Kindheit und Jugend innerhalb der weißen südafrikanischen Gesellschaft, erhielt wegen einer vermeintlichen Herzschwäche jahrelang zuhause Privatunterricht und hatte viel Zeit zum Lesen. Nach einer kurzen ersten Ehe mit einem Kind lebte sie zum Zeitpunkt der Romanentstehung im selben Alter wie Jessie in zweiter Ehe und gehörte in den 1950er Jahren zu einer kleinen Gruppe in Johannesburg, die bewusst die damaligen Apartheidgesetze missachtete und sich gegen die Rassentrennung aussprach. Wie ihre Protagonistin hatte Gordimer ein stärkeres politisches Bewusstheit als viele andere weiße Südafrikaner (Kap. 5, 18, 22).
Weiterhin gibt es Ähnlichkeiten mit Gideon Shibalo: Gordimer trat dem Afrikanischen Nationalkongress (ANC) bei, als er noch verboten war. Sie half Nelson Mandela beim Redigieren seiner berühmten Verteidigungsrede „I am prepared to die“. Mehrere ihrer Bücher wurden verboten, trotzdem wollte sie Südafrika weder als Thema ihrer schriftstellerischen Arbeit noch als Zentrum ihres Lebens verlassen.
Entsprechend ihrer Biographie galt Gordimer im Ausland als Symbol des schreibenden Widerstands gegen die Apartheid. Was man im Ausland an ihr würdigte, brachte ihr in Südafrika Kritik ein. Wie wenige andere förderte sie viele schwarze Autoren. Früh schrieb sie in den Jahren der Apartheid gegen die Vorherrschaft und Arroganz der weißen Machthaber an.
In ihrer Nobelpreisvorlesung beschrieb Nadine Gordimer die Situation, als Autorin sowohl vom Staat als Verräter verurteilt und mit Publikationsverbot bestraft als auch von der Freiheitsbewegung kritisiert zu werden. Aber eine Schriftstellerin dürfe keine blinde Loyalität zeigen: „Der Autor dient der Menschheit nur, solange er das Wort auch gegen seine eigenen Loyalitäten verwendet.“ Diese Einstellung vertritt sie in einem Schlüsselabsatz in ihrem Buch der Harvard-Vorlesungen, nur durch die schriftstellerische Erkundungen habe sie die menschliche Dynamik des Ortes, an dem sie geboren wurde, und der Zeit entdecken können. Nur in der vorausschauenden Dimension der Imagination habe sie verbinden können, was absichtlich gebrochen und fragmentiert worden war. Nur so passten die Formen der eigenen lebendigen Erfahrung und die der anderen zusammen, ohne die ein ganzes Bewusstsein nicht erreichbar wäre.

## Rezeption
Während einigen Rezensenten Gordimers Romane als zu moralisch-didaktisch oder gar zu gefällig bewerten und andere ihr die Bemerkung, liberal sei ein schmutziges Wort – sie sei radikal, nicht liberal, verübeln, lobt die Literaturkritik mehrheitlich ihr Gesamtwerk als Appell gegen den Rassismus: „Anlaß zu lieben“ beschäftige sich mit dem Scheitern von Toleranz und Humanismus und zeige, wie die zunehmende Absurdität der Rassengesetze Freundschaft und Liebe zerstört. Gordimer habe Individuen geschaffen, die ihre moralischen Entscheidungen hinter privaten Türen und im öffentlichen Raum treffen, und dabei einen sozialen Hintergrund gemalt, der subtiler ist als alles, was Politikwissenschaftler präsentieren. Somit erhalte der Leser einen Einblick in die Wurzeln des Kampfes und die Mechanismen des Wandels. Von Roman zu Roman wachse Gordimers historisches Bewusstsein. Bereits in „A World of Strangers“ (1958) finde man das Dilemma des wohlmeinenden Liberalismus. Dazu trete in „Occasion for Loving“ (1963) die Einsicht des Humanisten, dass die Apartheid nicht durch fromme Worte reformiert werden kann. Für Gordimer seien die Romane und Kurzgeschichten Instrumente, um in ihre Gesellschaft einzudringen. Sie betrete die intimsten Regionen der Menschen, um zu zeigen, wie das Privatleben von Rasseneinteilungen verletzt wird. Gordimer habe als Jugendliche selbst miterlebt, wie die Polizei das Zimmer eines Dieners im Haus ihrer Familie durchsuchte. Ihre Figuren lebten im Schatten der Gewalt, bedroht von unberechenbarer Brutalität. Durch ihre Sprache und die Charakterisierungen der Figuren sei Gordimer zum Gegengewicht zur Propaganda des Regimes geworden. Sie berichte unsentimental und diagnostisch.